# Manuel Rosas (meksykański piłkarz)
Manuel Rosas Sánchez (ur. 17 kwietnia 1912, zm. 20 lutego 1989) – meksykański piłkarz, reprezentant kraju.

## Kariera klubowa
Rosas w latach 1929–1936 był zawodnikiem klubu Atlante FC. W sezonie 1931/32 zdobył wraz z zespołem mistrzostwo Primera Fuerza. 

## Kariera reprezentacyjna
Rosas został powołany przez trenera Juana Luque de Serrallongę na Mistrzostwa Świata 1930. Na tym turnieju zadebiutował w reprezentacji 13 lipca 1930 w spotkaniu przeciwko Francji, przegranym 1:4. Podczas mistrzostw zagrał także w pozostałych dwóch spotkaniach grupowych z Argentyną i Chile. W meczu z Argentyną strzelił pierwszą w historii mistrzostw świata bramkę z rzutu karnego. 
Stał się także najmłodszym strzelcem w historii mistrzostw świata. Rekord ten został pobity dopiero przez Pelégo na turnieju w 1958. W tym samym spotkaniu zdobył jeszcze jedną bramkę. Ostatecznie Meksyk przegrał ten mecz 3:6. Po raz ostatni w reprezentacji zagrał 18 marca 1934 w meczu eliminacji do Mistrzostw Świata 1934 przeciwko reprezentacji Kuby, wygranym 4:1. Łącznie Rosas w latach 1930–1934 zagrał w 4 spotkaniach, w których strzelił 2 bramki. 
| Mecze i gole w reprezentacji | Mecze i gole w reprezentacji | Mecze i gole w reprezentacji | Mecze i gole w reprezentacji | Mecze i gole w reprezentacji | Mecze i gole w reprezentacji | Mecze i gole w reprezentacji |
| #                            | Data                         | Miasto                       | Przeciwnik                   | Gol                          | Wynik                        | Rozgrywki                    |
| ---------------------------- | ---------------------------- | ---------------------------- | ---------------------------- | ---------------------------- | ---------------------------- | ---------------------------- |
| 1.                           | 13.07.1930                   | Montevideo                   | Francja                      |                              | 1:4                          | MŚ 1930                      |
| 2.                           | 16.07.1930                   | Montevideo                   | Chile                        |                              | 0:3                          | MŚ 1930                      |
| 3.                           | 19.07.1930                   | Montevideo                   | Argentyna                    | Gol · Gol                    | 3:6                          | MŚ 1930                      |
| 4.                           | 18.03.1934                   | Meksyk                       | Kuba                         |                              | 4:1                          | El. MŚ 1934                  |

## Sukcesy
- Mistrzostwo Primera Fuerza (1): 1931/32